# Гаявата

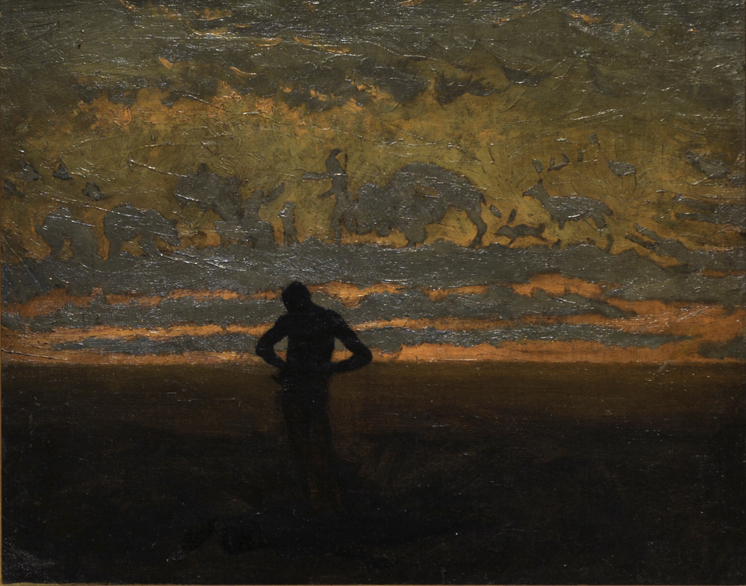
Гаявата. Томас Ікінс

Гаявата (англ. Hiawatha, також відомий як Аєнвата (англ. Ayenwatha), Айонвата (англ. Aiionwatha), або Гаєнвата (Haiëñ'wa'tha на мові онондага) — вождь корінних американців доколоніальної епохи та один з лідерів Конфедерації Ірокезів.
За переказами Гаявата був вождем племені онондага або могавк, а можливо і обох. Є версія, ніби він народився в племені онондага, але потім був прийнятий в плем'я могавк.
Гаявата був послідовником Великого Миротворця Деганавіди, духовного вождя племені гуронів, який запропонував об'єднатися племенам ірокезів із спільним походженням та мовою. Гаявата доносив думку Великого Миротворця, який не викликав довіри в усіх та говорив ламаною мовою. Народи сенека, каюга, онондага, онайда і могавк вони переконували об'єднатися в П'ять Народів Конфедерації Ірокезів. Народ тускарора приєднався до Конфедерації в 1722 році, ставши шостим її народом.

## У культурі
- Популярність образ Гаявати отримав завдяки поемі Г. Лонґфелло «Пісня про Гаявату».
- У 1997 році вийшов фільм за мотивами поеми Лонгфелло. Стрічка спільного виробництва США та Канади, фільм знімали в канадській провінції Онтаріо[1].
- У 1964 році в Айронвуді, штат Мічиган, встановлено склопластикову статую Гаявати заввишки 16 м і вагою 7300 кг. Її називають «Найбільшим і найвищим індіанцем в світі»[2].
- Гаявата згадується у вірші Ліни Костенко «Син білявого дня і норнявої ночі...».